# 刘吉生
刘吉生（1889年11月19日—1962年10月8日），英文名：Jason T. Lieu，清末民国中国工业家、金融家。

## 生平
1889年11月19日生于大清宁波府定海县。祖父刘维忠是上海娱乐业巨商。父亲刘贤喜是上海航运业巨商，轮船招商局协理。兄企业大王刘鸿生。妻刘陈定贞。
早年与兄刘鸿生同就读于上海圣约翰大学，与宋子文同学。毕业后即步入实业界创业。与兄刘鸿生搭档经营，组成刘氏实业集团，是刘鸿生主要助手。先后涉足能源业、建筑业、纺织业、化工业。曾任开滦煤矿售品处经理，是大中华火柴公司、上海水泥公司等企业董事。后又涉足航运业、银行业和保险业。任中国企业银行常务董事兼总经理。抗战时期任西南运输公司的总经理，协助大后方人力物力的运输。
抗战胜利后于1947年举家迁居香港。任香港火柴厂董事长、培成女学校董。1962年10月8日于香港逝世，享年73岁。身后与妻子刘陈定贞合葬于加拿大蒙特利尔。

## 遗迹
- 原上海法租界巨籁达路(今上海巨鹿路681号)刘吉生住宅，1921年兴建。今海上艺术馆[3]。
- 原上海法租界巨籁达路(今上海巨鹿路675号)爱神花园，1924年兴建，另说1931年建成，匈牙利著名建筑师邬达克设计，是邬达克生涯中代表作品[4]，赠予妻子作结婚40周年纪念[5]。今为上海作家协会所在地[6]。